# Bloody Mary (bài hát)
"Bloody Mary" là một bài hát của ca sĩ người Mỹ Lady Gaga trong album phòng thu thứ hai của cô, Born This Way (2011).

## Bảng xếp hạng

### Bảng xếp hạng hàng tuần
| Bảng xếp hạng (2011)    | Vị trí cao nhất |
| ----------------------- | --------------- |
| Liban (Lebanese Top 20) | 1               |

| Bảng xếp hạng (2022–2023)                 | Vị trí cao nhất |
| ----------------------------------------- | --------------- |
| Áo (Ö3 Austria Top 40)                    | 32              |
| Canada (Canadian Hot 100)                 | 50              |
| Canada CHR/Top 40 (Billboard)             | 32              |
| Canada Hot AC (Billboard)                 | 21              |
| Cộng hòa Séc (Singles Digitál Top 100)    | 9               |
| Finland (Billboard)                       | 23              |
| Pháp (SNEP)                               | 43              |
| Đức (GfK)                                 | 31              |
| Thế giới Global 200 (Billboard)           | 31              |
| Greece International (IFPI)               | 10              |
| Hungary (Rádiós Top 40)                   | 8               |
| Hungary (Dance Top 40)                    | 7               |
| Hungary (Single Top 40)                   | 5               |
| Hungary (Stream Top 40)                   | 14              |
| Ireland (IRMA)                            | 80              |
| Italy (FIMI)                              | 20              |
| Latvia (EHR)                              | 4               |
| Lebanon (Lebanese Top 20)                 | 20              |
| Lithuania (AGATA)                         | 1               |
| Luxembourg (Billboard)                    | 24              |
| Netherlands (Dutch Top 40 Tipparade)      | 11              |
| Hà Lan (Single Top 100)                   | 97              |
| Poland (Polish Airplay Top 100)           | 2               |
| Poland (Polish Streaming Top 100)         | 15              |
| Bồ Đào Nha (AFP)                          | 60              |
| Slovakia (Rádio Top 100)                  | 76              |
| Slovakia (Singles Digitál Top 100)        | 12              |
| South Korea Download (Circle)             | 134             |
| Spain (PROMUSICAE)                        | 96              |
| Sweden (Sverigetopplistan)                | 30              |
| Thụy Sĩ (Schweizer Hitparade)             | 29              |
| Anh Quốc (OCC)                            | 22              |
| Hoa Kỳ Billboard Hot 100                  | 41              |
| Hoa Kỳ Adult Contemporary (Billboard)     | 23              |
| Hoa Kỳ Adult Pop Airplay (Billboard)      | 3               |
| Hoa Kỳ Dance/Mix Show Airplay (Billboard) | 33              |
| Hoa Kỳ Pop Airplay (Billboard)            | 10              |
| Venezuela (Record Report)                 | 48              |

### Bảng xếp hạng cuối năm
| Bảng xếp hạng (2011) | Vị trí |
| -------------------- | ------ |
| Lebanon (NRJ)        | 6      |